# Santo Stefano, Venecija
Chiesa di Santo Stefano (hr. Crkva svetog Stjepana)  je gotička venecijanska crkva u sestieru San Marco na istoimenom trgu (Campo Santo Stefano), blizu mosta Ponte dell'Accademia.

## Povijest crkve Santo Stefano
Prvu crkvu na tom mjestu izgradili su augustinci heremiti u 13. stoljeću, kompletno je obnovljena u gotičkom stilu u 14. stoljeću, a potpuno dovršena tek u 15. stoljeću kad joj je Bartolomeo Bon isklesao mramorni portal 1442. i rozetu na glavnoj fasadi. Pored crkve stoji originalni romanički zvonik s oktogonalnim tamburom.

## Izgled crkve Santo Stefano
Crkva Santo Stefano je veća trobrodna crkva, podjeljena masivnim stupovima koji nose drveni strop.
Unutar sakristije čuvaju se dragocjena renesansna djela, uključujući tri velika platna Tintoretta (Posljednja večera, Pranje nogu i Agonija u vrtu), jedno Raspelo Paola Veneziana, poliptih Bartolomeja Vivarinija i oltarna slika Sveta obitelj Palme Starijeg. U jednoj od bočnih kapela nalazi se nadgrobni spomenik Antonija Canove za senatora Giovannija Faliera (1808.).

## Vanjske poveznice
- Santo Stefano, na portalu Paradoxplace Italy, Spain, Portugal, France, Britain Photo Galleries  Arhivirana inačica izvorne stranice od 22. siječnja 2017. (Wayback Machine) (engl.)